# Okroglo (gmina Kamnik)
Okroglo – wieś w Słowenii, w gminie Kamnik. W 2018 roku liczyła 61 mieszkańców.